# ジュヌ・リシャールの拿捕
ジュヌ・リシャールの拿捕（ジュヌ・リシャールのだほ、Capture of the Jeune Richard）は、ナポレオン戦争中の1807年10月1日、カリブ海でイギリスの郵便船「ウィンザー・キャッスル」がフランスの私掠船「ジュヌ・リシャール」と海戦を交えた結果、「ジュヌ・リシャール」を拿捕したできごとである。「ウィンザー・キャッスル」の艦長代理であったウィリアム・ロジャースは、私掠船の執拗な攻撃をかわしたのみならず、最終的には交戦に至り、乗組員の数で勝る相手の船に乗り込んで敵を甲板下に追いやり、ついには敵船を拿捕した。当時の新聞や雑誌でこの勝利は広く報道され、ロジャーズと乗員は英雄として迎えられ、その武勇に対して大盤振る舞いの報酬を受けた。

## 歴史的背景

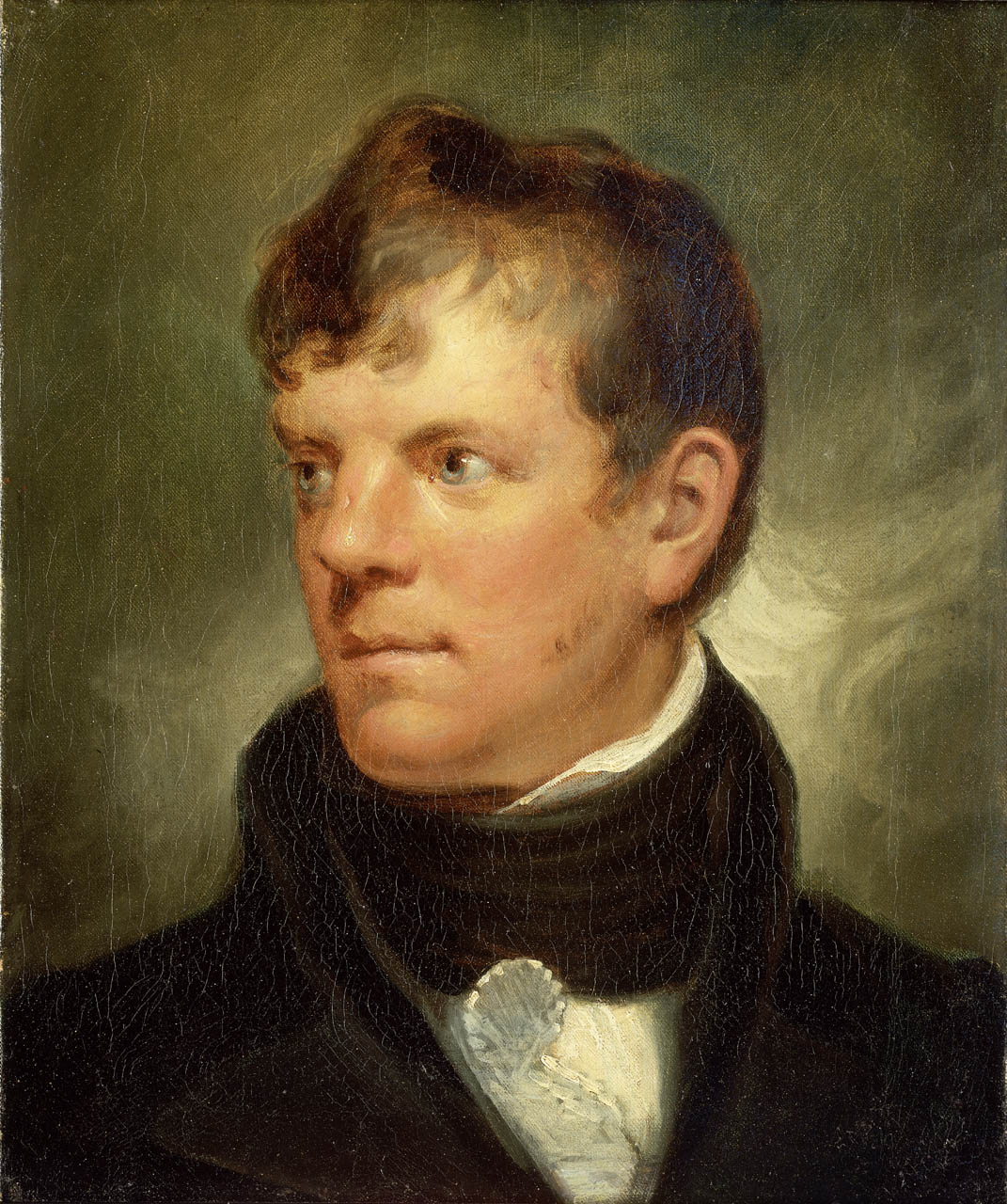
ウィンザー・キャッスルの艦長代理ウィリアム・ロジャース

1807年9月、艦長代理のウィリアム・ロジャーズの指揮の下、郵便物を積んでイギリスを出た「ウィンザー・キャッスル」は、リーワード諸島とバルバドスに向かっていた 。「ウィンザー・キャッスル」には4ポンド砲が6門と、9ポンドのカロネード砲が2門搭載されており、大人と少年を合わせた乗員が28人いた。10月1日の早朝に正体不明の船が1隻見え、午前8時30分ごろには「ウィンザー・キャッスル」を捕まえようと帆に風をはらみ追い上げてきた。その船が私掠船だと気付いたロジャースは敵から逃れようとしたが、私掠船はさらに接近してきたので、ロジャースは交戦を覚悟した。この私掠船は「ジュヌ・リシャール」で、「ウィンザー・キャッスル」よりもはるかに強力で砲身の長い6ポンド砲を6門と18ポンド砲を1門搭載していた。また「ジュヌ・リシャール」には「ウィンザー・キャッスル」の3倍以上にあたる92人の乗員が乗っていた。

## 戦闘

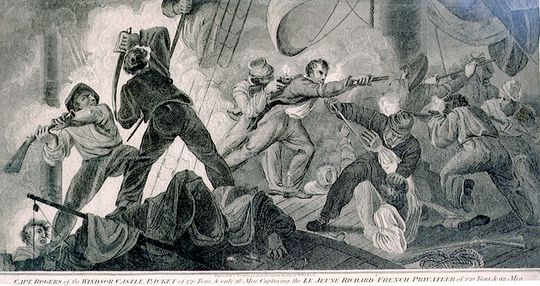
戦闘の様子を表現した銅版画、当時人気を集めた。

ロジャーズは開戦準備を整え、郵便物が万一敵の手に渡りそうになったら、いつでも海に沈めてしまえるよう待機した。正午ごろ、「ジュヌ・リシャール」は距離を詰めてフランス国旗を掲げ、砲撃を開始した。「ウィンザー・キャッスル」が砲撃を返すとフランス船は降伏を要求したが、ロジャースはこれを拒否した。このため「ジュヌ・リシャール」は「ウィンザー・キャッスル」に自船を横付けして鉤縄をかけ、乗り込もうとした。「ウィンザー・キャッスル」の乗員はパイクを持って集まり、乗り込んでこようとした私掠船の乗員を撃退した。このとき、8人から10人のフランス人乗員が死傷した。反撃を受けた「ジュヌ・リシャール」の乗員は縄を切って離れようとしたが、「ウィンザー・キャッスル」のメインヤード（主帆桁）が「ジュヌ・リシャール」の艤装に絡みつき、2隻はつながれたままとなった。
戦いが数時間続き、午後3時ごろ、ぶどう弾とキャニスター弾、そして100の砲弾が装填された「ウィンザー・キャッスル」の9ポンドカロネード砲が甲板上に持ち込まれた。「ジュヌ・リシャール」の乗組員が再度移乗攻撃を試みたそのとき、「ウィンザー・キャッスル」はフランス船に砲撃を加え、敵船の甲板上を一掃した。この攻撃でフランス船側は甚大な被害を被った。そこでロジャースは乗員5人を引き連れて「ジュヌ・リシャール」に乗り込み、敵乗員を大砲から離れるように追い立て、激闘の末に敵を甲板下に押し込めて私掠船の指揮権を奪った。甲板下に閉じ込めたとはいえ、フランス船の乗員数は、甲板上を制圧した「ウィンザー・キャッスル」の乗員よりもはるか大人数であった。そこで、ロジャースは私掠船の乗員に一人ずつ甲板へ出てくるように命じ、彼らが出て来たところで手かせを掛けた。

## 拿捕後のロジャースと褒賞金

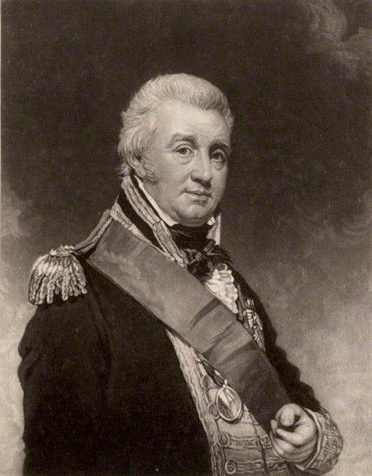
アレキサンダー・コクラン

ロジャースは、拿捕した「ジュヌ・リシャール」を、自分の船と共に最寄りのイギリス港へと連行した。イギリス側は3人死亡、10人が負傷だったが、フランスは21人死亡で33人が負傷していた。その後ロジャースはこの駐留地の指揮官であるアレクサンダー・コクラン提督に報告を行った。コクランはこれに以下のような添書をつけて海軍本部に送った。
同封の手紙は、郵便船「ウィンザー・キャッスル」の責任者ミスター・ロジャースより受け取ったもので、フランスの私掠船拿捕に関する報告書であります。この拿捕は武勇の一つの例であり、他に勝るもののない強靱な精神力と不屈の勇敢さがなしえたできごとであります。国王陛下の郵便船を守るため、これほどの能力を発揮したミスター・ロジャースに対し、現在空席となっている同船の船長の地位が彼に与えられんことを願います。ご報告の栄誉に浴し　アレキサンダー・コクラン
ロジャースがフランス私掠船に立ち向かってこれを拿捕したさまは、大きな評判を巻き起こした。多くの新聞や雑誌や定期刊行誌がこのできごとを掲載し、様々な団体がロジャースと乗員への褒賞として寄付金を出した。これらの寄付金に加え、剣を2本と100ギニー相当の食器一式及び60ポンド相当の花瓶、そして他の郵便船の指揮官の地位がロジャースに与えられた。画家のサミュエル・ドラモンドがロジャースの肖像画や交戦のありさまをも描いたほか、他の版画家や芸術家もこのできごとを描いた作品を作成し、新聞等に掲載された。